# Cratere Hokusai
Hokusai  è un cratere sulla superficie di Mercurio.
Il cratere è dedicato al pittore giapponese Katsushika Hokusai. A sua volta il cratere dà il nome alla maglia H-5, precedentemente nota come Apollonia.